# Potoki (Izdebki)
Potoki – część wsi Izdebki w Polsce, położona w województwie podkarpackim, w powiecie brzozowskim, w gminie Nozdrzec.
W latach 1975–1998 Potoki administracyjnie należały do województwa krośnieńskiego.
Potoki należą do rzymskokatolickiej parafii pw. Zwiastowania Pańskiego w Izdebkach w dekanacie Brzozów.